# Наука логики
«Нау́ка ло́гики» (нем. Wissenschaft der Logik) — работа Гегеля, являющаяся основанием выстраиваемой им философской системы. Представляет собой изложение необходимого движения мышления в чистых категориях мысли (Абсолютная идея).
Если философия духа и философия природы изображают движение Абсолютной идеи в её инобытии (в формах движения природы и сознания), то в логике Абсолютная идея находится внутри себя в стихии своей чистоты. Царство чистой мысли есть «царство истины, какова она без покровов, в себе и для себя самой». В этом смысле, наука логики есть изложение самой Абсолютной идеи в её необходимом развертывании. Именно в этом смысле «Наука логики» является фундаментом всей системы гегелевской философии. Следует заметить, что «Наука логики» не опровергает формальную логику, но, по замыслу Гегеля, развивает понимание логического до уровня спекулятивного. Формально-логическое по Гегелю является чем-то недостаточным, рассудочным, неполным изображением Логики как жизни идеи. Только спекулятивное, в котором формально-логическое (рассудочное) преодолевается диалектически, является истинной Логикой.

## История написания и издания
Работа была написана Гегелем в Нюрнбергский период его жизни, в бытность Гегеля директором местной гимназии.
- Первая её часть («Объективная логика», книга 1 — «Учение о бытии») вышла в начале 1812 года.
- Вторая часть («Объективная логика», книга 2 — «Учение о сущности») вышла в 1813 году.
- Третья часть («Субъективная логика» или «Учение о понятии») — в 1816 году.

Известно, что в 1831 Гегель предпринял попытку переработать текст «Науки логики», однако смерть помешала ему завершить задуманный проект; в итоге он успел подготовить к переизданию лишь первую часть — «Логику бытия», которая была опубликована уже после смерти Гегеля Л. фон Геннингом в 1833 году в качестве третьего тома собрания его сочинений. Две другие части вышли в свет в 1834 году, составив четвёртый и пятый тома этого же собрания сочинений.
Все три части были переизданы в 1841 году.
В 1923 году Георг Лассон выпустил новое издание.
В юбилейном издании Полного собрания сочинений Гегеля, подготовленного Германом Глокнером, «Наука логики» вышла в составе четвёртого и пятого томов в 1928 году.
В истории философии за вариантом логики, изложенным в данной работе, закрепилось название «Большой логики», ибо существует ещё и так называемая «Малая логика», под которой принято понимать версию, изложенную Гегелем в «Энциклопедии философских наук». Самым же популярным вариантом изложения «Науки логики» считается раздел, посвященный логике в «Философской пропедевтике», задуманной автором как пособие для старших классов гимназии и написанной в 1808—1811, однако изданной лишь в 1840.

## Введение

### Общее понятие логики
Согласно Гегелю, логика — это форма, которую принимает наука о мышлении, когда мышление обобщают до максимально возможного общего вида. Он полагал, что в том виде, в каком наука о мышлении существовала до появления «Науки логики», эта наука о мышлении требовала полного и радикального пересмотра с «более высокой точки зрения». Он утверждал, что цель «Науки логики» была в том, чтобы преодолеть то, что он считал общим недостатком, имеющимся у всех других логических систем, — а именно, что все они постулировали полное разделение между содержанием познания (миром предметов, который считался полностью независимым в своем существовании от мысли) и формой познания (мыслями об этих предметах, которые являются гибкими, неопределёнными и истинность которых полностью зависит от того, насколько верно они соответствуют миру предметов). Этот неустранимый разрыв (между содержанием познания и формой познания), существовавший в науке о мышлении до появления «Науки логики», был, по мнению Гегеля, остатком повседневного, феноменологического (основанного на мире феноменов — ясных, чётких, повседневных предметов) и нефилософского мышления.
Гегель верил, что он уже решил проблему того, как устранить разрыв между содержанием познания и формой познания, в его работе «Феноменология духа» (1807), когда он ввёл понятие абсолютного знания: «Абсолютное знание есть истина всех способов сознания, потому что […] лишь в абсолютном знании полностью преодолевается разрыв между предметом и достоверностью самого себя, и истина стала равна этой достоверности, так же как и эта достоверность стала равной истине». После того, как наука о мышлении таким способом освобождается от противоположности (сознания и его предмета), она больше не нуждается в предмете или в материи, находящейся вне неё, и служащей основой для достоверности, но вместо этого наука о мышлении принимает форму, когда она сама себя развивает, опираясь на саму себя, и в результате приходит к форме, когда она содержит все способы рационального мышления. «Можно поэтому выразиться так, — пишет Гегель, — это содержание [которое создаётся наукой о мышлении в ходе такого развёртывания самой себя], есть изображение Бога, каков Он в своей вечной сущности до сотворения природы и какого бы то ни было конечного духа». Немецкое слово, которое Гегель использовал для описания этой формы мышления, которая освободилась от противоположности (сознания и его предмета), было Begriff (обычно переводимое как «понятие»).

### Основные разделы логики
Логика у Гегеля состоит из двух частей:
- первая часть «Объективная логика»
  - книга 1 «Учение о бытии»
  - книга 2 «Учение о сущности»
- вторая часть «Субъективная логика»
  - книга 3 «Учение о понятии»

## Объективная логика: учение о бытии

### Определённость (качество)
Примечание об обозначениях:
- курсивом обозначены категории из философии Гегеля (например, бытие, ничто, становление) (перенесено из категорий, обозначенных заглавными буквами в английской версии статьи, являющейся источником для написания русской версии);
- полужирным обозначены категории из философии Гегеля, при их первом использовании (перенесено из полужирного в английской версии статьи);
- подчёркиванием обозначено логическое ударение (в основном тексте статьи - перенесено из  курсива в английской версии статьи; а в цитатах из «Науки логики» - перенесено из курсива и подчёркивания в русском переводе «Науки логики» 1970 года[6]).

Это не единственная возможная схема обозначений. Можно было обозначать категории из философии Гегеля с помощью заглавных букв, а логическое ударение с помощью курсива, как это сделано в английской версии статьи, однако подобная схема обозначений не является общепринятой для русского языка (где с заглавной буквы пишут только первое слово в предложении, и никогда — слова внутри предложения).

#### Бытие

##### А. Бытие
Бытие, более точно, чистое бытие, есть первый шаг в научном построении чистого знания, которое в свою очередь является последним шагом в историческом развертывании духа, как описано в «Феноменологии духа» (1807). Это чистое знание является простым знанием-самим-по-себе, и являясь таковым, порождает в качестве своего первого понятия чистое бытие, то есть самую чистую абстракцию из всего, что есть (хотя, и это важно, не отдельную, и не находящуюся в стороне, от всего, что есть), не имеющую внутри себя какого-либо различия или разделения на более частные понятия, а также не имеющего какой-либо связи с чем-либо, находящимся вне него.
Гегель утверждает, что элеатский философ Парменид был первым, кто высказал мысль о бытии «как об абсолютном и как о единственной истине».

##### Б. Ничто
Ничто, более точно, чистое ничто, «есть простое равенство с самим собой, совершенная пустота, отсутствие определений и содержания; неразличённость в самом себе».
Бытие и ничто есть одно и то же. Различие между ними содержится не в них самих, а лишь в чём-то третьем, в предполагании. Доказательством различия между ними служит существование становления, которое существует лишь постольку, поскольку они различны.
Гегель утверждает, что ничто, пустота, составляет абсолютный принцип «в восточных системах, в особенности в буддизме».

##### В. Становление
Бытие и ничто есть одно и то же, но при этом полностью противоположны друг другу. Это противоречие разрешается с помощью их непосредственного исчезания друг в друге. Возникающее движение называется становлением. Гегель утверждает, что философ Гераклит был первым, кто выдвинул понятие «становления».
Пример (для понятия становления). Гегель заимствует у Канта пример про «100 талеров» («Критика чистого разума», 1787), чтобы подчеркнуть, что бытие и ничто в становлении являются одним и тем же, только когда они берутся в их абсолютной чистоте как абстракции. С точки зрения состояния имущества какого-либо человека, вовсе небезразлично, есть у него «100 талеров» или нет. На первый взгляд кажется, что это доказывает противоположность бытия и ничто. Однако бытие или небытие состояния имущества может иметь какой-либо смысл, только если тот человек, у которого они могут быть или не быть, уже есть, то есть бытие или небытие «100 талеров» связано с бытием или небытием этого человека. Следовательно «100 талеров» не могут быть чистым бытием, у которого по определению не может быть какой-либо связи с чем-либо вне его.

Становление принимает форму двух противоположных друг другу направлений: возникновения бытия и прехождения бытия.

#### Определённое бытие (нечто)

##### А. Наличное бытие

###### Переход отстановлениякналичному бытию
Переход от становления к а) наличному бытию (более точно, к наличному-бытию-самому-по-себе) (и это наличное бытие ещё не является каким-либо нечто, отдельным от своего иного) достигается с помощью снятия. Этот термин — традиционный русский перевод для немецкого слова Aufheben — имеет двоякий смысл: он означает сохранить, удержать и в то же время прекратить, положить конец. Гегель утверждает, что снятие — один из самых важных терминов в философии. Бытие и ничто были полными противоположностями, внутреннее единство которых нуждалось в том, чтобы его выразили, развили, или опосредовали, чем-то третьим: становлением. После того, как с помощью опосредования единство бытия и ничто было достигнуто, их единство становится непосредственным. Противоположность бытия и ничто, все еще остававшаяся в становлении, была «прекращена». С новой точки зрения — с точки зрения непосредственности, становление превращается в наличное бытие, в котором бытие и ничто уже не являются отдельными терминами, но необходимо связанными «моментами», которые наличное бытие сохранило внутри себя. Снятие, таким образом, является завершением логического процесса, но одновременно начинает его с новой точки зрения.

###### Переход отналичного бытиякнечто
Как моменты наличного бытия, бытие и ничто приобретают новую форму — форму аспектов б) качества. Внутри качества, бытие выходит на первый план, и, как и качество, является реальностью; ничто, или небытие, уходит на задний план и скрывается в фоне бытия, и служит только для того, чтобы отделить какое-либо частное качество от иных, и, делая это, ничто становится отрицанием в наиболее общем виде, то есть качество становится формой отсутствия чего-либо. Качество, таким образом, содержит как то, чем наличное бытие является, так и то, чем оно не является, что с самого начало и делало его (то есть наличное бытие) чем-то определенным.
Пример (для понятия реальности). Гегель сравнивает понятие реальности, введенное при переходе от наличного бытия к нечто (когда реальность есть момент качества, и ее нельзя отделить от отрицания), с более ранним метафизическим понятием реальности, которое содержалось в онтологическом доказательстве бытия Бога, в особенности в формулировке этого доказательства, данной Лейбницем. В этом доказательстве, Бог рассматривался как совокупность всех реальностей. Эти реальности рассматривались как некоторые идеальности, и их совокупность давала самое идеальное существо, которое можно вообразить: Бога. Спекулятивная логика, тем не менее, показывает, что реальность нельзя отделить от ее отрицания, и что любое добавление этих реальностей друг к другу не даст чего-то строго положительного, то есть Бога, но сохранит в себе, в равной степени, отрицание всех этих реальностей. Простое добавление реальностей друг к другу никаким образом не поменяет принцип, по которому они построены, и совокупность всех реальностей будет ни больше, ни меньше, чем тем, чем каждая из этих реальностей является в отдельности: реальностью (моментом качества) и ее отрицанием.
Несмотря на то, что качество содержит как реальность, так и ее отрицание, внутри качества они все ещё являются отдельными друг от друга, все ещё опосредованы, точно так же, как бытие и ничто были когда-то опосредованы в становлении. Взятые в их единстве, в их непосредственности, как произойдет при ещё одном снятии, они становятся теперь моментами какого-либо в) нечто.

###### Переход отнечтокиному
Нечто (точнее, когда при возникновении первого нечто, одновременно появляется иное) является первым случаем в «Науке логики», когда происходит «отрицание отрицания». Первое отрицание, отрицание в самом общем виде, есть просто то, чем наличное бытие не является. Гегель называет это «абстрактным отрицанием». Когда это отрицание отрицается, что называется «абсолютным отрицанием», то то, чем наличное бытие является, уже более не зависит от того, чем оно является не для целей определения себя самого, но вместо этого становится действительным частным нечто в своем частном проявлении: бытием-внутри-себя. Отрицание этого (то есть наличного бытия); то, чем оно не является, — теперь «отрезано» от него (то есть от наличного бытия) и становится иным нечто, которое, с точки зрения первого нечто, является г) иным в самом общем виде. В конце, точно так же как становление опосредовало бытие и ничто, изменение теперь опосредует нечто и иного.

##### Б. Конечное

###### Переход отбытия-в-себекбытию-для-иного. Невозможностьвещи-в-себе
а) Нечто и иное являются отдельными друг от друга, но каждое из них содержит, внутри себя, как моменты, их прежнее единство, которое у них было в наличном бытии. Эти моменты теперь появляются вновь как бытие-в-себе, то есть как соотношение нечто с собой в противоположность своему соотношению с иным; и бытие-для-иного, то есть как соотношение нечто с иным.
Взгляд Гегеля в этом отношении (на то, что бытие-в-себе превращается в бытие-для-иного) противоположен Кантовскому ноумену, непознаваемой «вещи-в-себе»: бытие-в-себе, изолированное от бытия-для-иного, является ни чем иным, как «лишённой истинности, пустой абстракцией». Если мы спрашиваем, что такое Кантовские вещи-в-себе, то в вопрос необдуманным образом вложена невозможность ответить на него.

###### Переход отбытия-в-себеибытия-для-иногокгранице
Нечто уже не является каким-либо изолированным нечто, но находится как в позитивном, так и в негативном соотношении с иным. Это соотношение, тем не менее, отражается обратно на это нечто как на какое-либо изолированное нечто, то есть как на бытие-в-себе, и делает это нечто ещё более определённым. Чем нечто является в противоположность своему соотношению с иным, есть его б) определение; чем нечто является в соотношении с иным, есть его свойство.
Пример (для понятия определения и свойства). Для нечто  «человек», его определением является мыслящий разум, потому что это то, чем он является в противоположность своему соотношению со своим иным: животным. Однако человек связан с содержащимся в нем животным миллиардом других способов, кроме рационального мышления о нем, и то, как человек реагирует на это внешнее (по отношению к мыслящему разуму) влияние, также показывает, чем человек является. Это есть свойство человека, то есть то, чем человек является в соотношении со своим иным.
Место, в котором нечто перестаёт быть собой и становится иным, есть граница этого нечто. Эта граница также разделяется иным этого нечто, которое само является каким-либо нечто и отличается от первого нечто только тем, что оно находится по другую сторону границы. Таким образом, именно с помощью их общих границ, нечто и иное опосредованы один с помощью другого, и взаимно определяют друг у друга, их внутренние качества.
Пример (для понятия границы). Место, в котором нечто «точка» перестает быть собой и становится иным «прямой», создаёт границу «точка» между ними. Однако, нечто «прямая» не есть только то, чем не является ее граница «точка», то есть только наличное бытие; но, в дополнение к этому, сам принцип нечто «прямой» определяется её границей «точкой»; подобно тому, как принцип плоскости определяется прямой, а принцип тела определяется плоскостью. «Эти границы суть принцип того, что они ограничивают, подобно тому как единица, например как сотая, есть граница, но также и элемент целой сотни».

###### Переход отнечтокконечному
С точки зрения границы, нечто является каким-либо частным нечто лишь постольку, поскольку оно не является чем-то ещё. Это означает, что его определение, даваемое ему им самим (унаследованное от наличного бытия), является только относительным и полностью зависимым от того, что оно существует, противореча самому себе, своей границе. Следовательно, это нечто является лишь временным, и содержит в себе прекращение своего собственного бытия, и является в) конечным, то есть обречённым рано или поздно прекратить своё бытие. Для конечных вещей, «час их рождения есть час их смерти».

###### Переход отконечногокпределуидолженствованию
Когда конечное прекращает своё бытие, то граница перестаёт играть свою опосредующую роль между нечто и иным, то есть отрицается, и забирается обратно в единство с самим собой — бытие-внутри-себя — у нечто, и превращается в предел для этого нечто, то есть в границу, при переступании которой это нечто перестанет существовать. Обратная сторона этого, тем не менее, в том, что граница забирает с собой отрицание себя, когда граница забирается обратно внутрь нечто; и результатом этого отрицания границы является то, что иное начинает находиться внутри нечто и играть роль определения для этого нечто. Готовясь переступить через свой собственный предел, то качество, которое с самого начала определяло нечто, перестает быть противоположным иному; что значит, что оно уже не просто является тем качеством, но должно быть тем качеством. Предел и долженствование являются тождественными друг другу, но при этом противоречащими друг другу, моментами конечного.

###### Переход отконечногокбесконечному
Снятие происходит ещё раз. Предел и долженствование указывают «вне» этого конечного, одно негативно и другое позитивно. Это «вне», в котором они соединяются, есть бесконечное.

## Переводы

### На русский язык
На русский язык «Наука логики» была переведена дважды.
Первый перевод был сделан Н. Г. Дебольским в 1916 году по изданию 1841 года. Второе издание перевода было осуществлено в 1929 году.
Второй перевод, сделанный Б. Г. Столпнером, был подготовлен к изданию в 1937 году Институтом философии АН СССР. «Наука логики» составила пятый и шестой тома сочинений Гегеля.

### На английский язык
На английский язык «Наука логики» была переведена трижды (в 1929, 1969 и 2010 годах), а также ещё один раз (в 1929 году) был выполнен неполный перевод (содержащий только 3-ю книгу из 3-х). Основным переводом, который в настоящее время используется в англоязычном мире, является перевод 1969 года.
Первый перевод был сделан в 1929 году переводчиками В. Х. Джонстон и Л. Г. Струсерс и издан в Лондоне в издательстве «Джордж Аллен и Анвин».
Ещё один неполный перевод (содержит только 3-ю книгу из 3-х) был сделан в 1929 году переводчиком Генри С. Макран («Логика мира и идеи в философии Гегеля») и издан в Оксфорде в издательстве «Кларендон Пресс».
Второй перевод был сделан в 1969 году переводчиком А. В. Миллер, автор предисловия Дж. Н. Финдлэй, и издан в Лондоне в том же издательстве, где был сделан и издан первый перевод — «Джордж Аллен и Анвин». Этот перевод в настоящее время является основным переводом, который используется в англоязычном мире.
Третий перевод был сделан в 2010 году переводчиком Джордж ди Джиованни, был издан в Кембридже в издательстве «Кембридж Юниверсити Пресс».

## Цитируемая литература
- Гегель, Георг Вильям Фридрих. Наука логики. В 3-х тт. Т.1 (неопр.). — Москва: Мысль, 1970. — (АН СССР. Ин-т философии. Философское наследие).
- Мотрошилова Н. В. «Наука логики» // Новая философская энциклопедия (неопр.) / Ин-т философии РАН; Нац. обществ.-науч. фонд; Предс. научно-ред. совета В. С. Стёпин, заместители предс.: А. А. Гусейнов, Г. Ю. Семигин, уч. секр. А. П. Огурцов. — 2-е изд., испр. и допол. — М.: Мысль, 2010. — ISBN 978-5-244-01115-9.
- Carlson, David. Commentary on Hegel's Science of Logic (неопр.). — New York: Palgrave MacMillan, 2007.